# Clubiona filicata
Clubiona filicata är en spindelart som beskrevs av O. Pickard-Cambridge 1874. Clubiona filicata ingår i släktet Clubiona och familjen säckspindlar. Inga underarter finns listade i Catalogue of Life.